# Гальченюк, Алекс
Александр (Алекс) Гальченюк (англ. Alex Galchenyuk; род. 12 февраля 1994, Милуоки, Висконсин) — американский и российский хоккеист, центральный нападающий клуба КХЛ «Амур».

## Биография
Родился в США и представлял эту страну на международном уровне, однако имеет белорусское происхождение. Отец — советский и белорусский хоккеист Александр Гальченюк, который в 2010—2013 годах являлся ассистентом главного тренера хоккейной команды ОХЛ «Сарния Стинг». «Стинг» задрафтовали Гальченюка в 2010 году под общим первым номером. За «Сарнию» Гальченюк провёл два сезона. Также был выбран во втором раунде драфта КХЛ 2011 командой «Атлант» под общим 25-м номером. Выступает за сборную США. Его агентом являлся Игорь Ларионов. На драфте НХЛ 2012 выбран под общим третьим номером командой «Монреаль Канадиенс».

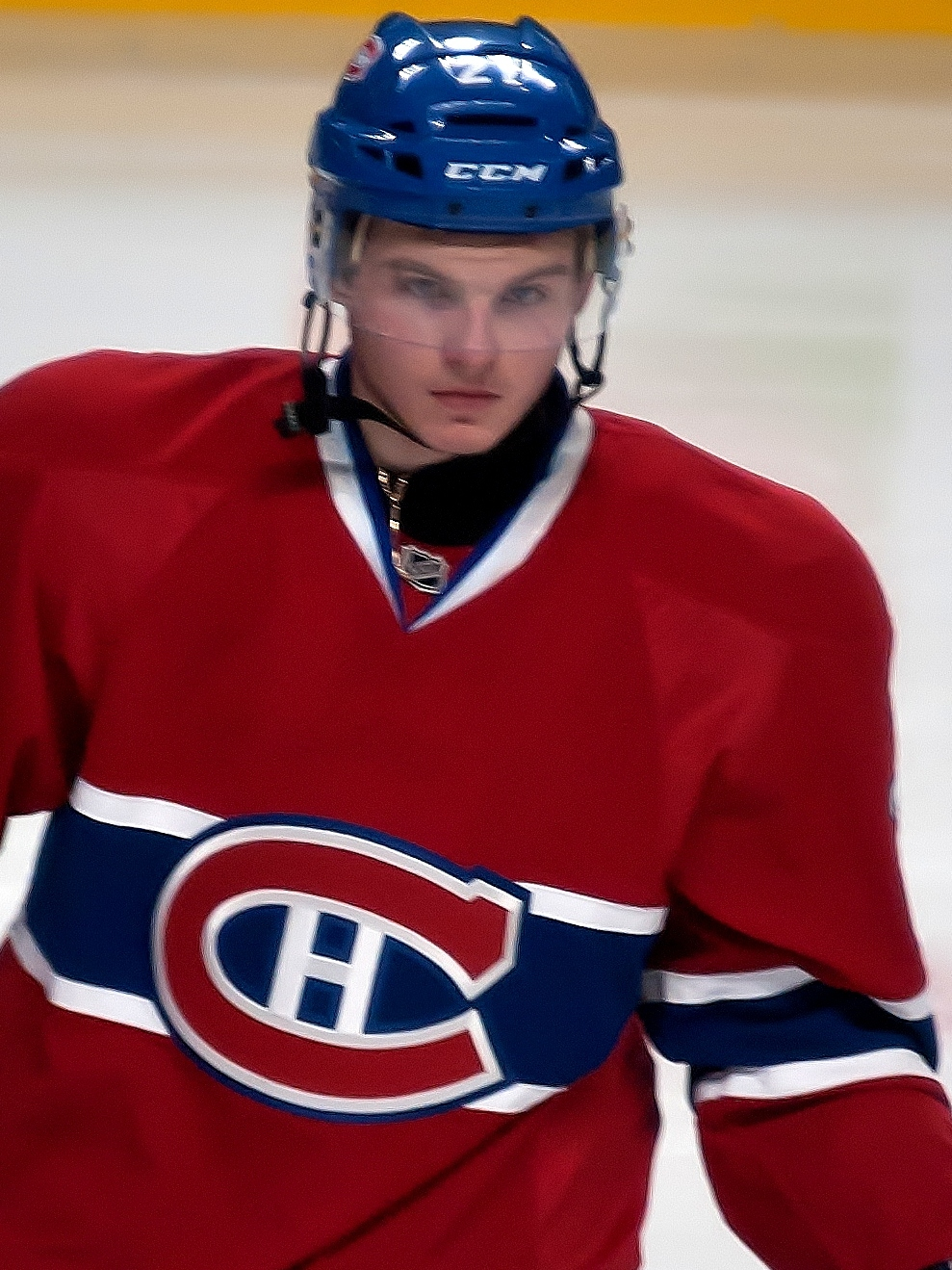
В составе «Канадиенс» в 2013 году

23 июля 2012 года подписал трёхлетний контракт с «Канадиенс».
Дебютировал в НХЛ 19 января 2013 года в матче против «Торонто Мейпл Лифс». Первый гол в НХЛ забил 22 января 2013 года в матче против «Флориды Пантерз».
Победитель молодёжного чемпионата мира 2013 в составе сборной США. Бронзовый призёр чемпионата мира 2013 в составе сборной США.
16 декабря 2014 года в матче против «Каролины Харрикейнз», сделал первый хет-трик в НХЛ.
Летом 2015 года подписал двухлетний контракт с «Монреалем» на сумму $ 2,6 млн, а летом 2017 продлил соглашение ещё на 4 года с заработной платой $ 4,9 млн в год.
2 марта 2018 года в матче против «Нью-Йорк Айлендерс» сделал второй хет-трик в НХЛ и набрал рекордные для себя 4 очка (3+1).
16 июня 2018 года был обменян в «Аризону Койотис» на Макса Доми, после чего заявил, что хочет играть в центре, а не на фланге. За «Аризону» провёл один сезон, после чего вместе с защитником Пьером-Оливером Жозефом был обменян в «Питтсбург Пингвинз» на Фила Кессела, Дэйна Биркса и драфт-пик 4-го раунда драфта 2021.
10 февраля 2020 года «Пингвинз» обменяли Гальченюка на нападающего Джейсона Цукера из «Миннесоты Уайлд», а также на проспекта Калена Эддисона и условный выбор в 1-м раунде драфта 2020 года. 28 октября подписал однолетний контракт с «Оттавой Сенаторз». За «Сенаторз» провёл всего 8 матчей в которых отметился одной заброшенной шайбой. 13 февраля 2021 года вместе с одноклубником Седриком Пакеттом был обменян в «Каролину Харрикейнз», после чего сразу же был выставлен на драфт отказов, а уже 15 февраля «Каролина» обменяла игрока в «Торонто Мейпл Лифс». Первоначально руководство «листьев» отправило Гальченюка в фарм-клуб из АХЛ «Торонто Марлис», однако после шести проведённых игр игрока вызвали в основную команду, за которую он дебютировал 19 марта.
Перед сезоном 2021/22 вернулся в «Аризону» подписав однолетний контракт на сумму $ 750 тыс., после которого стал неограниченно свободным агентом. 20 сентября 2022 года подписал просмотровый контракт с «Колорадо Эвеланш», однако уже через неделю игрок был отчислен из команды. 10 ноября подписал однолетнее соглашение с фарм-клубом «Эвеланш» из АХЛ «Колорадо Иглз», а 28 ноября подписал минимальный контракт с «лавинами» сроком на один год. 29 ноября был включён в состав «Эвеланш» на матч против «Виннипег Джетс», но уже после четырёх проведённых матчей клуб выставил игрока на драфт-отказов.
По окончании сезона 2022/23 был обменян в «Нэшвилл Предаторз» на Райана Джохансена. Однако «Хищники» не подписали Гальченюка, что сделало его неограниченно свободным агентом.
1 июля 2023 года подписал однолетний двусторонний контракт с «Аризоной Койотис». 13 июля «Койоты» выставили Гальченюка на безусловный драфт отказов с целью расторжения контракта. Команда отказалась от дальнейших комментариев по этому поводу, а Ассоциация игроков Национальной хоккейной лиги провела расследование. Позже выяснилось, что Гальченюк был арестован 9 июля по нескольким обвинениям.
25 августа 2023 года СКА подписал контракт с Гальченюком. Соглашение было рассчитано на два сезона. Дебютировал в составе СКА 2 сентября 2023 года, сделав передачу в игре против московского «Динамо» (2:1). 23 и 27 сентября сделал по дублю в ворота «Амура» (4:0) и «Сибири» (3:0). Всего в сезоне 2023/24 набрал 42 очка (16+26) в 61 матче при показателе полезности +13. В плей-офф набрал 5 очков (2+3) в 9 матчах.
17 мая 2024 года расторг контракт со СКА и подписал однолетний контракт с клубом «Амур». 30 ноября 2024 года сделал хет-трик в домашнем матче против СКА (5:7). В этом же матче хет-трик сделал Марат Хайруллин из СКА.
4 марта 2025 года получил паспорт гражданина Российской Федерации.

## Награды и достижения
- Обладатель «Джек Фергюсон Эворд»: 2010